# Azur Space Solar Power
Azur Space ist ein international tätiges Unternehmen aus der Photovoltaikbranche mit Sitz in Heilbronn, das Triplesolarzellen und Baugruppen in Galliumarsenid-Technologie für die Raumfahrt und für terrestrische Konzentratorsysteme entwickelt und produziert.
Das Unternehmen ist nach eigenen Angaben im Marktsegment Solarzellen für Telekommunikationsanwendungen Weltmarktführer. Neben Solarzellen für die Raumfahrt stellt das Unternehmen auch CPV-Solarzellen her, die 2013 die Hälfte des Produktionsvolumens und ein Drittel des Umsatzes ausmachten. Im November 2012 stellte das Unternehmen mit einem Wirkungsgrad von 43,3 % einen neuen Effizienz-Weltrekord für eine mittels MOVPE hergestellten CPV-Solarzelle auf. Das CPV-Geschäft kam aufgrund insolventer Großabnehmer im Herbst 2014 jedoch fast vollständig zum Erliegen.
Stand Januar 2014 hat Azur Space für rund 400 Weltraumprojekte über zehn Millionen Solarzellen aus Silizium und 1,5 Millionen aus Galliumarsenid geliefert. Auch die 2015 medial stark beachtete Rosetta-Kometensonde ist ebenso wie der zugehörige Kometenlander Philae mit Solarzellen von Azur Space ausgerüstet. Weitere Weltraumprojekte, deren Energieversorgung auf Solarzellen von Azur Space bzw. den Vorgängerunternehmen beruht, sind Satelliten von Intelsat, Globalstar, Eutelsat, Galileo, Meteosat, GLONASS und GMES, das Hubble-Weltraumteleskop, das Herschel-Weltraumteleskop, das Planck-Weltraumteleskop, die Raumsonden Venus Express und Mars Express sowie die (Stand 2016) aktuellen Projekte ExoMars, BepiColombo, JUICE und Neosat.

## Geschichte
Das Unternehmen geht auf das Heilbronner Werk des Telefunken-Konzerns zurück, in dem 1964 ein Unternehmensbereich angesiedelt wurde, der sich mit der Entwicklung von Solarzellen für die Raumfahrt befasste. Fünf Jahre nach seiner Gründung stattete der Unternehmensbereich 1969 den ersten deutschen Satelliten Azur mit Solarzellen aus. 1973 folgten die ersten Solarzellen für terrestrische Projekte. Der Heilbronner Unternehmensbereich kam 1989 von Telefunken bzw. AEG an die DASA und wurde 1994 Teil der neu gegründeten Angewandte Solarenergie GmbH (ASE), einer Tochtergesellschaft des RWE-Konzerns. RWE spaltete das Heilbronner Unternehmen 2006 ab und verkaufte es an Generali. AZUR SPACE war damit eine 100-%-Tochter der Renewable Investments Holding S. A. (RIH), Luxembourg, und gehörte damit zur Generali-Gruppe. Zu diesem Zeitpunkt erhielt das Unternehmen den Namen Azur Space, der an den Azur-Satelliten von 1969 erinnert.
Im April 2021 übernahm der kanadische Halbleiter-Hersteller 5N Plus AZUR SPACE.